# Блэк, Уэйн
Уэйн Гамильтон Блэк (англ. Wayne Hamilton Black; родился 14 ноября 1973 года в Солсбери, Южная Родезия) — потомственный зимбабвийский теннисист; четырёхкратный победитель турниров Большого шлема в мужских и смешанных парах; финалист Итогового турнира ATP (2004) в парном разряде; бывшая четвёртая ракетка мира в парном рейтинге; победитель 18 турниров ATP в парном разряде.

## Общая информация
Уэйн из теннисной семьи — его, ныне покойный, отец Дон, а также старший брат Байрон и младшая сестра Кара также, в разное время, серьёзно играли в теннис. Их отец был теннисистом-любителем, выступая под флагом Родезии он дважды доходил до третьего круга на Уимблдоне. На принадлежащей семье плантации авокадо Дон построил для детей травяные корты.
Зимбабвиец ныне женат: его избранница — Ирина Селютина из Казахстана — также профессионально играла в теннис, в какой-то период карьеры выступая на соревнованиях вместе с младшей сестрой Уэйна и была вместе с ней признана лучшей юниорской парой мира в 1997 году. Ради свадьбы с Ириной в Казахстане Уэйн в 2003 году пропустил матч Кубка Дэвиса. В Лондоне, где Блэк тренировал с момента окончания игровой карьеры в 2005 году, у пары родились двое сыновей, и в 2009 году Уэйн привёз всю семью в Зимбабве.

## Спортивная карьера

### Начало карьеры
Уэйн Блэк начал играть в теннис на кортах, которые его отец Дон построил на семейной плантации авокадо. В 1991 году посещал теннисную академию в Нью-Браунфелс (Техас, США). Три года выступал за сборную Университета Южной Калифорнии и дважды избирался в символическую сборную спортсменов-любителей США в одиночном и парном разрядах. С 1993 года выступает за сборную Зимбабве в Кубке Дэвиса; первые три матча провёл во встрече со сборной Норвегии (два в одиночном разряде и один в паре со старшим братом Байроном) и добился трёх побед. В том же году в Индиан-Уэллс сыграл свой первый матч в профессиональном турнире. В 1994 году вышел в финал студенческого (NCAA) чемпионата США в одиночном разряде. В 1995 году в Мумбаи выиграл свой первый турнир категории «челленджер» (в паре с Байроном); позже в том же году на Азорах дошёл до первого финала «челленджера» в одиночном разряде. В 1996 году на Олимпиаде в Атланте впервые представлял Зимбабве в олимпийском турнире; и в одиночном, и в парном разряде пробился во второй круг (в парах они с Байроном уступили будущим бронзовым призёрам Гёлльнеру и Приносилу.

### 1997—1999
В 1997 году Уэйн Блэк с американцем Джимом Граббом выходит в полуфинал двух турниров Большого шлема — Уимблдона и Открытого чемпионата США — в парном разряде. После Открытого чемпионата США он входит в число 50 лучших теннисистов мира в парном разряде. В одиночном разряде он выигрывает три «челленджера» и выходит в полуфинал Кубка Кремля, что приносит ему место в сотне сильнейших теннисистов мира согласно рейтингу АТР. В 1998 году в Санкт-Пёльтене с южноафриканцем Дэвидом Адамсом он наконец доходит до финала турнира АТР, а вскоре после этого с Себастьеном Ларо из Канады второй год подряд выходит в полуфинал Уимблдона.
1999 год Блэк проводит в паре с австралийцем Сэндоном Столлом. В первой половине года они выигрывают три турнира АТР, в том числе два турнира серии Мастерс и ещё дважды выходят в финал; позже они доходят до четвертьфинала на Уимблдоне и Открытом чемпионате США и завоёвывают право выступить в Кубке Мастерс — финальном турнире АТР-тура, где доходят до полуфинала, одержав победу на групповом этапе над первой парой мира, индийцами Бхупати и Паесом. В одиночном разряде Блэк добивается своего высшего успеха на турнирах Большого шлема, когда выходит в четвёртый круг Открытого чемпионата Австралии.

### Пик карьеры
Первую половину 2000 года Блэк провёл в паре с австралийцем Эндрю Кратцманом, с которым вышел в свой первый финал турнира Большого шлема на Открытом чемпионате Австралии. После этого он вошёл в десятку лучших теннисистов мира в парном разряде, но в дальнейшем они не сумели развить свой успех, и во второй половине года новым партнёром Блэка становится ещё один его соотечественник Кевин Ульетт. На Олимпиаде в Сиднее они выбывают из борьбы в первом же круге, причём на пути Блэка вторую Олимпиаду подряд становится германский теннисист Приносил. Блэк участвует в олимпийском турнире и в одиночном разряде, но тоже проигрывает в первом круге. В самом конце сезона они с Ульеттом выигрывают турнир в Гонконге. На следующий год они побеждают в двух турнирах, одним из которых становится Открытый чемпионат США; ещё одну победу в турнире АТР Блэк одерживает со старшим братом. В 2002 году Блэк и Ульетт выигрывают шесть турниров; в мае Блэк на короткое время возвращается в десятку лидеров парного тенниса после выхода в финал турнира Мастерс в Риме. Сразу после этого он выигрывает свой второй турнир Большого шлема: Открытый чемпионат Франции в смешанном парном разряде с младшей сестрой Карой. Пара Блэк-Ульетт закончила сезон среди сильнейших пар мира, но Кубок Мастерс для пар в этом году не проводился, а следующий сезон оказался для них менее удачным: только одна победа в турнире и три финала.
В 2004 году Уэйн и Кара Блэк дважды выходят в финалы турниров Большого шлема в смешанных парах. Они проигрывают во Франции, но затем побеждают на Уимблдоне. В мужских парах Блэк и Ульетт выигрывают два турнира Мастерс и ещё трижды играют в финалах, в том числе ещё дважды на турнирах Мастерс. Они также доходят до четвертьфинала на всех четырёх турнирах Большого шлема и на Олимпийских играх в Афинах. К Кубку Мастерс Блэк подходит на восьмой позиции в рейтинге игроков парного разряда. Они с Ульеттом доходят до финала турнира, победив в полуфинале Йонаса Бьоркмана и Тодда Вудбриджа. Следующий сезон они начинают с победы на Открытом чемпионате Австралии; Блэк, таким образом, по одному разу побеждал на каждом из четырёх турниров Большого шлема, хотя и в разных категориях. После этой победы Блэк поднялся до четвёртого места в рейтинге, высшего в карьере. В течение сезона они также дошли до полуфинала Уимблдонского турнира и Открытого чемпионата США и до финала трёх турниров Мастерс, из которых один выиграли. В итоге они второй год подряд попали в Кубок Мастерс, где их на этот раз остановили в полуфинале Ненад Зимонич и Леандер Паес; до этого на групповом этапе они обыграли будущих победителей, французов Санторо и Льодра.
В конце 2005 года Уэйн Блэк заявил о скором уходе из соревнований. Его последним турниром стал Уимблдон 2006 года. При этом Уэйн продолжал поддерживать контакты с национальной федерацией и когда в 2015 году зимбабвийской команде в Кубке Дэвиса оказалось некем добрать полноценную заявку на матч региональной зоны турнира, он не только согласился приехать на выездную игру, но и сыграл в парной встрече.

## Рейтинг на конец года
| Год  | Одиночный рейтинг | Парный рейтинг |
| 2006 |                   | 576            |
| 2005 |                   | 5              |
| 2004 | 1 349             | 8              |
| 2003 | 302               | 23             |
| 2002 | 417               | 13             |
| 2001 | 160               | 12             |
| 2000 | 107               | 42             |
| 1999 | 154               | 14             |
| 1998 | 94                | 46             |
| 1997 | 99                | 38             |
| 1996 | 252               | 158            |
| 1995 | 194               | 146            |
| 1994 | 360               | 302            |
| 1993 | 719               | 1 056          |
| 1992 | 459               | 541            |

## Выступления на турнирах

### Финалы челленджеров и фьючерсов в одиночном разряде (11)

#### Победы (7)
| Условные обозначения |
| Челленджеры (4+5*)   |
| Фьючерсы (3+2)       |

| Титулы по покрытиям | Титулы по месту проведения матчей турнира |
| ------------------- | ----------------------------------------- |
| Хард (7+5*)         | Зал (0+2)                                 |
| Грунт (0+1)         | Зал (0+2)                                 |
| Трава (0)           | Открытый воздух (7+5)                     |
| Ковёр (0+1)         | Открытый воздух (7+5)                     |

* количество побед в одиночном разряде + количество побед в парном разряде.
| №  | Дата            | Турнир               | Покрытие | Соперник в финале    | Счёт    |
| 1. | 11 октября 1992 | Хараре, Зимбабве     | Хард     | Ховард Жоффе         | 6-3 7-6 |
| 2. | 22 ноября 1992  | Абиджан, Кот-д’Ивуар | Хард     | Клинтон Марш         | 6-3 6-2 |
| 3. | 29 ноября 1992  | Абиджан, Кот-д’Ивуар | Хард     | Михаэль ван дер Берг | 7-6 6-2 |
| 4. | 11 мая 1997     | Иерусалим, Израиль   | Хард     | Морис Руа            | 6-2 6-1 |
| 5. | 13 июля 1997    | Гранби, Канада       | Хард     | Кристиано Каратти    | 6-1 6-2 |
| 6. | 3 августа 1997  | Лексингтон, США      | Хард     | Джанлука Поцци       | 6-4 6-1 |
| 7. | 30 июля 2000    | Стамбул, Турция      | Хард     | Петр Кралерт         | 6-4 6-3 |

#### Поражения (4)
| №  | Дата         | Турнир                       | Покрытие | Соперник в финале | Счёт        |
| 1. | 19 июня 1994 | Талса, США                   | Хард     | Марк Мерклейн     | 5-7 3-6     |
| 2. | 10 июля 1994 | Талса, США                   | Хард     | Марк Мерклейн     | 6-7 3-6     |
| 3. | 10 июля 1994 | Азорские острова, Португалия | Хард     | Нуну Маркиш       | 6-3 3-6 2-6 |
| 4. | 27 июля 1997 | Уиннетка, США                | Хард     | Джанлука Поцци    | 4-6 2-6     |

### Финалы турниров Большого шлема в мужском парном разряде (3)

#### Победы (2)
| №  | Год  | Турнир                       | Покрытие | Партнёр      | Соперники в финале            | Счёт           |
| 1. | 2001 | Открытый чемпионат США       | Хард     | Кевин Ульетт | Дональд Джонсон Джаред Палмер | 7-6(9) 2-6 6-3 |
| 2. | 2005 | Открытый чемпионат Австралии | Хард     | Кевин Ульетт | Боб Брайан Майк Брайан        | 6-4 6-4        |

#### Поражения (1)
| №  | Год  | Турнир                       | Покрытие | Партнёр        | Соперники в финале     | Счёт                  |
| 1. | 2000 | Открытый чемпионат Австралии | Хард     | Эндрю Кратцман | Рик Лич Эллис Феррейра | 4-6 6-3 3-6 6-3 16-18 |

### Финалы Итогового турнираATPв парном разряде (1)

#### Поражения (1)
| №  | Год  | Турнир       | Покрытие | Партнёр      | Соперники в финале     | Счёт            |
| 1. | 2004 | Хьюстон, США | Хард     | Кевин Ульетт | Боб Брайан Майк Брайан | 6-4 5-7 4-6 2-6 |

### Финалы турнировATPв парном разряде (33)

#### Победы (18)
| Легенда                                |
| -------------------------------------- |
| Турниры Большого шлема (0+2+2*)        |
| Итоговый турнир ATP (0)                |
| ATP Мастерс 1000 (0+5)                 |
| ATP International Gold / АТР 500 (0+1) |
| ATP International / АТР 250 (0+10)     |

| Титулы по покрытиям | Титулы по месту проведения матчей турнира |
| ------------------- | ----------------------------------------- |
| Хард (0+14*)        | Зал (0+4)                                 |
| Грунт (0+2+1)       | Зал (0+4)                                 |
| Трава (0+1+1)       | Открытый воздух (0+14+2)                  |
| Ковёр (0+1)         | Открытый воздух (0+14+2)                  |

* количество побед в одиночном разряде + количество побед в парном разряде + количество побед в миксте.
| №   | Дата            | Турнир                       | Покрытие | Партнёр      | Соперники в финале              | Счёт           |
| 1.  | 14 февраля 1999 | Дубай, ОАЭ                   | Хард     | Сэндон Столл | Дэвид Адамс Джон-Лаффни де Ягер | 4-6 6-1 6-4    |
| 2.  | 14 марта 1999   | Индиан-Уэллс, США            | Хард     | Сэндон Столл | Рик Лич Эллис Феррейра          | 7-6(4) 6-3     |
| 3.  | 28 марта 1999   | Майами, США                  | Хард     | Сэндон Столл | Борис Беккер Ян-Майкл Гэмбилл   | 6-1 6-1        |
| 4.  | 8 октября 2000  | Гонконг                      | Хард     | Кевин Ульетт | Доминик Хрбаты Давид Приносил   | 6-1 6-2        |
| 5.  | 7 января 2001   | Ченнаи, Индия                | Хард     | Байрон Блэк  | Барри Коуэн Мозе Наварра        | 6-4 6-3        |
| 6.  | 18 февраля 2001 | Копенгаген, Дания            | Хард(i)  | Кевин Ульетт | Иржи Новак Давид Рикл           | 6-3 6-3        |
| 7.  | 9 сентября 2001 | Открытый чемпионат США       | Хард     | Кевин Ульетт | Дональд Джонсон Джаред Палмер   | 7-6(9) 2-6 6-3 |
| 8.  | 6 января 2002   | Аделаида, Австралия          | Хард     | Кевин Ульетт | Боб Брайан Майк Брайан          | 7-5 6-2        |
| 9.  | 3 марта 2002    | Сан-Хосе, США                | Хард(i)  | Кевин Ульетт | Джон-Лаффни де Ягер Робби Кёниг | 6-3 4-6 [10-5] |
| 10. | 16 июня 2002    | Лондон, Великобритания       | Трава    | Кевин Ульетт | Махеш Бхупати Максим Мирный     | 7-5 6-3        |
| 11. | 18 августа 2002 | Вашингтон, США               | Хард     | Кевин Ульетт | Боб Брайан Майк Брайан          | 3-6 6-3 7-5    |
| 12. | 13 октября 2002 | Лион, Франция                | Ковёр(i) | Кевин Ульетт | Даниэль Нестор Марк Ноулз       | 6-4 3-6 7-6(3) |
| 13. | 27 октября 2002 | Стокгольм, Швеция            | Хард(i)  | Кевин Ульетт | Уэйн Артурс Пол Хенли           | 6-4 2-6 7-6(4) |
| 14. | 4 мая 2003      | Мюнхен, Германия             | Грунт    | Кевин Ульетт | Джошуа Игл Джаред Палмер        | 6-3 7-5        |
| 15. | 4 апреля 2004   | Майами, США (2)              | Хард     | Кевин Ульетт | Йонас Бьоркман Тодд Вудбридж    | 6-2 7-6(12)    |
| 16. | 16 мая 2004     | Гамбург, Германия            | Грунт    | Кевин Ульетт | Боб Брайан Майк Брайан          | 6-4 6-2        |
| 17. | 30 января 2005  | Открытый чемпионат Австралии | Хард     | Кевин Ульетт | Боб Брайан Майк Брайан          | 6-4 6-4        |
| 18. | 14 августа 2005 | Монреаль, Канада             | Хард     | Кевин Ульетт | Энди Рам Йонатан Эрлих          | 6-7(5) 6-3 6-0 |

#### Поражения (15)
| №   | Дата            | Турнир                       | Покрытие | Партнёр        | Соперники в финале           | Счёт                  |
| 1.  | 24 мая 1998     | Санкт-Пёльтен, Австрия       | Грунт    | Дэвид Адамс    | Джим Грабб Дэвид Макферсон   | 4-6 4-6               |
| 2.  | 11 апреля 1999  | Ченнаи, Индия                | Хард     | Невилл Годвин  | Махеш Бхупати Леандер Паес   | 6-4 5-7 4-6           |
| 3.  | 18 апреля 1999  | Токио, Япония                | Хард     | Брайан Макфи   | Даниэль Вацек Джефф Таранго  | 3-4 — отказ           |
| 4.  | 30 января 2000  | Открытый чемпионат Австралии | Хард     | Эндрю Кратцман | Рик Лич Эллис Феррейра       | 4-6 6-3 3-6 6-3 16-18 |
| 5.  | 12 мая 2002     | Рим, Италия                  | Грунт    | Кевин Ульетт   | Мартин Дамм Цирил Сук        | 5-7 5-7               |
| 6.  | 2 марта 2003    | Дубай, ОАЭ                   | Хард     | Кевин Ульетт   | Леандер Паес Давид Рикл      | 3-6 0-6               |
| 7.  | 5 октября 2003  | Москва, Россия               | Ковёр(i) | Кевин Ульетт   | Махеш Бхупати Максим Мирный  | 3-6 5-7               |
| 8.  | 19 октября 2003 | Мадрид, Испания              | Хард(i)  | Кевин Ульетт   | Махеш Бхупати Максим Мирный  | 2-6 6-2 3-6           |
| 9.  | 21 марта 2004   | Индиан-Уэллс, США            | Хард     | Кевин Ульетт   | Себастьян Грожан Арно Клеман | 3-6 6-4 5-7           |
| 10. | 25 июля 2004    | Индианаполис, США            | Хард     | Кевин Ульетт   | Джордан Керр Джим Томас      | 7-6(7) 6-7(3) 3-6     |
| 11. | 7 ноября 2004   | Париж, Франция               | Ковёр(i) | Кевин Ульетт   | Йонас Бьоркман Тодд Вудбридж | 3-6 4-6               |
| 12. | 21 ноября 2004  | Итоговый турнир ATP          | Хард     | Кевин Ульетт   | Боб Брайан Майк Брайан       | 6-4 5-7 4-6 2-6       |
| 13. | 3 апреля 2005   | Майами, США                  | Хард     | Кевин Ульетт   | Йонас Бьоркман Максим Мирный | 1-6 2-6               |
| 14. | 7 августа 2005  | Вашингтон, США               | Хард     | Кевин Ульетт   | Боб Брайан Майк Брайан       | 4-6 2-6               |
| 15. | 21 августа 2005 | Цинциннати, США              | Хард     | Кевин Ульетт   | Йонас Бьоркман Максим Мирный | 6-7(3) 2-6            |

### Финалы челленджеров и фьючерсов в парном разряде (10)

#### Победы (7)
| №  | Дата            | Турнир               | Покрытие | Партнёр          | Соперники в финале              | Счёт           |
| 1. | 15 ноября 1992  | Абиджан, Кот-д’Ивуар | Хард     | Кент Сетон       | Михаэль ван дер Берг Хуиб Трост | 6-2 6-2        |
| 2. | 22 ноября 1992  | Абиджан, Кот-д’Ивуар | Хард     | Кент Сетон       | Махеш Бхупати Франклин Офори    | 6-4 3-6 7-5    |
| 3. | 7 мая 1995      | Бомбей, Индия        | Хард     | Байрон Блэк      | Невилл Годвин Дэвид Найнкин     | 6-2 7-6        |
| 4. | 11 июня 1995    | Медельин, Колумбия   | Грунт    | Ласло Марковиц   | Леандер Паес Морис Руа          | 7-5 6-4        |
| 5. | 23 февраля 1997 | Киото, Япония        | Ковёр(i) | Махеш Бхупати    | Сатоси Ивабути Такао Судзуки    | 6-4 6-7(4) 6-1 |
| 6. | 3 августа 1997  | Лексингтон, США      | Хард     | Брайан Макфи     | Дэвид ди Лучия Брайан Шелтон    | 6-4 7-5        |
| 7. | 11 февраля 2001 | Вроцлав, Польша      | Хард(i)  | Джейсон Уир-Смит | Михаэль Кольманн Юлиан Ноул     | 6-3 6-4        |

#### Поражения (3)
| №  | Дата            | Турнир               | Покрытие | Партнёр      | Соперники в финале           | Счёт        |
| 1. | 11 октября 1992 | Хараре, Зимбабве     | Хард     | Кент Сетон   | Донни Айзек Майлс Маклаган   | 5-7 4-6     |
| 2. | 29 ноября 1992  | Абиджан, Кот-д’Ивуар | Хард     | Кент Сетон   | Махеш Бхупати Франклин Офори | 6-7 6-4 1-6 |
| 3. | 11 мая 1997     | Иерусалим, Израиль   | Хард     | Кевин Ульетт | Махеш Бхупати Леандер Паес   | 7-6 2-6 6-7 |

### Финалы турниров Большого Шлема в смешанном парном разряде (3)

#### Победы (2)
| №  | Год  | Турнир                     | Покрытие | Партнёрша | Соперники в финале         | Счёт           |
| 1. | 2002 | Открытый чемпионат Франции | Грунт    | Кара Блэк | Елена Бовина Марк Ноулз    | 6-3 6-3        |
| 2. | 2004 | Уимблдон                   | Трава    | Кара Блэк | Алисия Молик Тодд Вудбридж | 3-6 7-6(8) 6-4 |

#### Поражения (1)
| №  | Год  | Турнир                     | Покрытие | Партнёрша | Соперники в финале          | Счёт    |
| 1. | 2004 | Открытый чемпионат Франции | Грунт    | Кара Блэк | Татьяна Головин Ришар Гаске | 3-6 4-6 |

## История выступлений на турнирах
| Турнир                       | 1995 | 1996 | 1997          | 1998          | 1999          | 2000 | 2001          | 2002          | 2003          | 2004 | 2005 | 2006 | Итог   | В/П за карьеру |
| ---------------------------- | ---- | ---- | ------------- | ------------- | ------------- | ---- | ------------- | ------------- | ------------- | ---- | ---- | ---- | ------ | -------------- |
| Турниры Большого шлема       |      |      |               |               |               |      |               |               |               |      |      |      |        |                |
| Открытый чемпионат Австралии | -    | 1Р   | -             | 2Р            | 3Р            | Ф    | 1/4           | 1/4           | 3Р            | 1/4  | П    | -    | 1 / 9  | 25-8           |
| Открытый чемпионат Франции   | -    | 1Р   | 3Р            | 3Р            | 3Р            | 2Р   | 3Р            | 3Р            | 2Р            | 1/4  | 1Р   | -    | 0 / 10 | 15-10          |
| Уимблдонский турнир          | -    | 1Р   | 1/2           | 1/2           | 1/4           | 1Р   | 1Р            | 2Р            | 3Р            | 1/4  | 1/2  | 1Р   | 0 / 11 | 21-11          |
| Открытый чемпионат США       | К    | К    | 1/2           | 1Р            | 1/4           | 1Р   | П             | 1/4           | 3Р            | 1/4  | 1/2  | -    | 1 / 11 | 25-10          |
| Итоговые турниры             |      |      |               |               |               |      |               |               |               |      |      |      |        |                |
| Итоговый турнир ATP          | -    | -    | -             | -             | 1/2           | -    | -             | -             | -             | Ф    | 1/2  | -    | 0 / 3  | 8-5            |
| Олимпийские игры             |      |      |               |               |               |      |               |               |               |      |      |      |        |                |
| Олимпийские игры             | НП   | 2Р   | Не проводился | Не проводился | Не проводился | 1Р   | Не проводился | Не проводился | Не проводился | 1/4  | НП   | НП   | 0 / 3  | 3-3            |

К — проигрыш в отборочном турнире.